# Leander Czerny

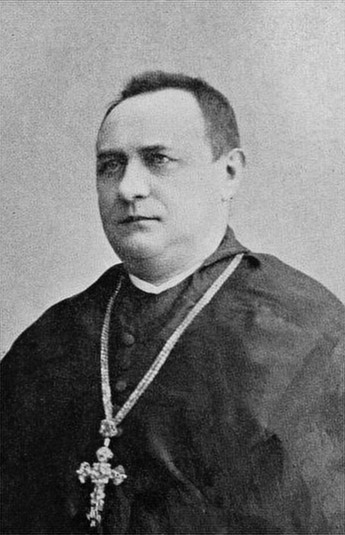
Leander Czerny

Leander Czerny (bürgerlich Franz Czerny; * 4. Oktober 1859 in Mödritz, Mähren; † 22. November 1944 in Pettenbach) war ein österreichischer Benediktiner und Insektenforscher.

## Leben
Franz Czerny trat 1881 in das Stift Kremsmünster ein. Nach der Priesterweihe 1886 in Linz war er vor allem in der Seelsorge auf den Stiftspfarreien, als Lehrer am Gymnasium (Englisch, Französisch) und in der Klosterverwaltung tätig. 1905 zum Abt von Kremsmünster gewählt, war er ein knappes Vierteljahrhundert im Amt. Er eröffnete das Stiftsinternat wieder und setzte die Bau- und Restaurierungsarbeiten fort. 1910 erhielt das Kloster elektrisches Licht. Während des Ersten Weltkriegs hatte er vor allem mit den dadurch ausgelösten wirtschaftlichen Schwierigkeiten zu kämpfen (1916 musste das Kupferdach der Stiftskirche abgeliefert werden) und war gezwungen, einige Immobilien zu verkaufen. Der Verkauf des Hauses in Linz führte zu einem Zerwürfnis mit dem Konvent und zu seinem Rücktritt im Jänner 1929. 
Er widmete sich dann nur noch seinen Insektenforschungen, die ihm weltweite Anerkennung einbrachten. Er beschrieb 34 Gattungen und 223 Arten von Zweiflüglern neu. Zwei Gattungen und 18 Arten wurden ihm zu Ehren benannt, z. B. Sciomyza czernyi und Heteromeringia czernyi.
Nach der Beschlagnahme des Klosters durch die Regierung 1941 ging er nach Pettenbach, wo er 1944 starb. Seine große Fliegensammlung vermachte er dem Naturhistorischen Museum in Wien, eine kleinere dem Landesmuseum in Linz.

## Werke
- Monographie der Helomyziden. In: Abhandlungen der Zoologisch-Botanischen Gesellschaft. 15, Wien 1924.
- 12 Dipterenfamilien. In: Erwin Lindner: Die Fliegen der paläarktischen Region. 1927.